# The Blister Exists
"The Blister Exists" – ostatni singel amerykańskiej grupy Slipknot pochodzący z trzeciego albumu zespołu, Vol. 3: (The Subliminal Verses). Jako singel ukazał się w roku 2006, natomiast w styczniu roku 2007 ukazał się do tej piosenki teledysk. Piosenka ta często otwierała koncerty podczas The Subliminal Verses tour, wraz z obwieszczeniem zza sceny głoszącym "due to unforeseen circumstances Slipknot will not be performing this evening." ("z powodu niespodziewanych okoliczności Slipknot nie zagra dzisiejszego wieczoru.").

## Lista utworów
1. "The Blister Exists (Album version)" – 5:19
2. "Scream" (duo shift mix) – 4:27